# Z 32
Der Zerstörer Z 32 wurde im Zweiten Weltkrieg als Typ 1936A (Mob) der deutschen Kriegsmarine gebaut.

## Bau
Die Kiellegung des Schiffes erfolgte am 1. November 1940 auf der Deschimag-Werft AG Weser in Bremen und der Stapellauf fand am 15. August 1941 statt.

## Einsatzgeschichte
Nach der Indienststellung am 15. September 1942 erreichte der Zerstörer am 3. März 1943 Kriegsbereitschaft und fuhr mit der 6. Zerstörerflottille von Kiel nach Frankreich für Geleitsicherungsaufgaben an der französischen Küste für Handelsschiffe und ein- und auslaufende U-Boote.
Am 2. August 1943 nahm Z 32 gemeinsam mit Z 23 den aus Japan eintreffenden italienischen Blockadebrecher Pietro Orsedo auf und geleitete ihn nach Frankreich.
Am 28. Dezember 1943 war Z 32 am Gefecht im Atlantik zwischen deutschen Torpedobooten und Zerstörern und den britischen Leichten Kreuzern Glasgow und Enterprise beteiligt. Z 32 schoss dabei sechs Torpedos ab, erzielte aber keinen Treffer auf den englischen Schiffen.
Während Manöverübungen am 30. Januar 1944 der 8. Zerstörerflottille vor Bordeaux stieß Z 32 mit Z 37 zusammen. Durch die Kollision brach an Bord ein Feuer aus. Nach den anschließenden Reparaturen war der Zerstörer am 2. Mai 1944 wieder einsatzbereit, aber nach einer Grundberührung in der Gironde am 5. Mai musste das Schiff einen weiteren Monat repariert werden.
Am 6. Juni 1944 ging Z 32 mit Z 24, ZH 1 und T 24 auf Fahrt nach Brest. Dabei wurde Z 32 bei einem Luftangriff von zwei Raketen getroffen, aber nicht sonderlich beschädigt.
Am 8. Juni 1944 war der Zerstörer auf dem Weg nach Cherbourg, um dort Minen zu laden und diese vor Brest zu verlegen. Diese Unternehmen war den Alliierten aber durch Ultra, dem Abhören und Entziffern des deutschen Militärfunkverkehrs, bekannt und sie suchten den deutschen Kriegsschiffverband für das Minenlegen vor Brest mit einem starken Zerstörerverband abzufangen. Die deutsche 8. Zerstörerflottille mit T 24, Z 24, ZH 1 und Z 32 unter dem Kommando von Theodor von Mauchenheim kam im Ärmelkanal ins Artilleriegefecht mit sieben alliierten Zerstörern. Bei dem Gefecht erhielt Z 32 so schwere Treffer, dass das Schiff zur Rettung der Besatzung auf einen Felsen vor der Île de Batz aufgefahren wurde und die Besatzung unter Feindbeschuss den Zerstörer in Booten und Flößen verließen. Etwa 40 Mann der Besatzung kamen beim Untergang ums Leben. Die Überlebenden, unter ihnen auch der Kommandant von Berger, wurden später von einem deutschen Vorpostenboot aufgenommen.
Z 32 wurde nach dem Auffahren auf den Felsen noch durch Sprengung von der Besatzung zusätzlich zerstört.

## Kommandant
Von September 1942 bis zum Untergang im Juni 1944 war Korvettenkapitän/Fregattenkapitän Georg Ritter und Edler von Berger Kommandant von Z 32.